# Тягтвере (волость)
Тя́гтвере (ест. Tähtvere vald) — волость в Естонії, одиниця самоврядування в повіті Тартумаа з 16 травня 1991 по 1 листопада 2017 року.

## Географічні дані
Площа волості — 114,79 км2, чисельність населення на 1 січня 2017 року становила 2553 особи.

## Населені пункти
Адміністративний центр — селище Ілматсалу.
На території волості розташовувалися:
2 селища (alevik): Ілматсалу (Ilmatsalu), Мяр'я (Märja);
10 сіл (küla): Ворбузе (Vorbuse), Гааґе (Haage), Ілматсалу (Ilmatsalu), Кандікюла (Kandiküla), Кардла (Kardla), Пігва (Pihva), Рагінґе (Rahinge), Ригу (Rõhu), Тюкі (Tüki), Тягтвере (Tähtvere).

## Історія
16 травня 1991 року Тягтвереська сільська рада перетворена у волость зі статусом самоврядування.
15 жовтня 2017 року в Естонії відбулися вибори в органи місцевої влади. Утворення самоврядування Тарту набуло чинності 1 листопада 2017 року. Волость Тягтвере вилучена з «Переліку адміністративних одиниць на території Естонії».

## Муніципалітети-побратими
- Йоутса, Фінляндія (1991)[4]